# Karrar Jassim
Karrar Jassim Mohammed (ur. 15 marca 1987 w Najafie) – iracki piłkarz, reprezentant kraju grający na pozycji pomocnika.

## Kariera piłkarska
Przygodę z futbolem rozpoczął w 2004 w klubie Najaf FC. Grał w nim przez trzy lata. W 2007 został zawodnikiem klubu Al-Wakhar. Od 2009 do 2011 był zawodnikiem Tractoru Sazi. W 2011 reprezentował barwy drużyny Esteghlal Teheran. W 2012 zaliczył krótki epizod w Shahin Bushehr F.C., po czym został piłkarzem Ajman Club. Z tej drużyny został wypożyczony do swojego macierzystego zespołu Najaf FC. Sezon 2013/2014 spędził w Al-Talaba. W latach 2014–2015 grał irańskim Esteghlal Teheran. Następnie występował w Naft Al-Wasat SC i Teraktorze Sazi. W 2017 został zawodnikiem klubu Sanat Naft Abadan.

## Kariera reprezentacyjna
Karierę reprezentacyjną rozpoczął w 2007, i w tym samym roku brał udział w Pucharze Azji (mistrzostwo). W 2009 został powołany przez trenera Velibora Milutinovicia na Puchar Konfederacji 2009, gdzie Irak odpadł w fazie grupowej. Uczestnik Pucharu Azji 2011 W sumie w reprezentacji wystąpił w 63 spotkaniach i strzelił 6 bramek.